# 遠東航空128號班機劫機事件
遠東航空128號班機劫機事件是发生于1997年的一起遠東航空128號班機被台灣旅客劫机，要求飛往中國大陸的案件。

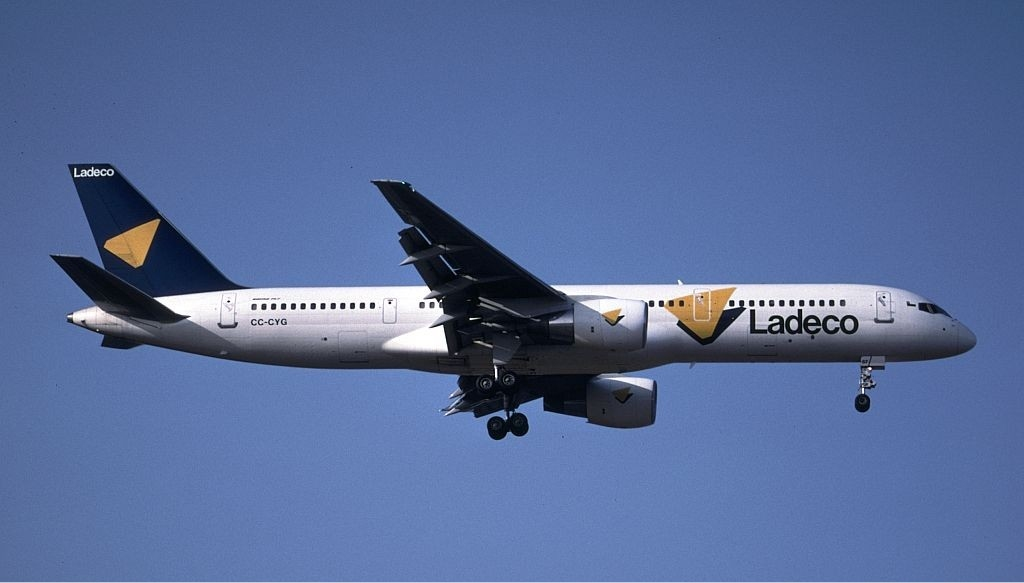
涉事飛機曾於智利銅航服役

1997年3月10日，遠東航空FE128班機（波音757-200型客機，機身編號B-27001）原訂由高雄國際機場飛往台北松山機場，卻於下午2時許，被台灣旅客劉善忠以全身淋汽油方式威脅，要將客機劫往中國大陸，而於3時36分降落廈門高崎機場。機上計有旅客150人，機組人員8人，其中旅客還包含兩位中華民國政府高官，即時任中華民國海軍總司令部情報署署長蘭寧利中將、立法委員高育仁。中國大陸政府採「人機分離」模式，使機上旅客、機組人員繼續其航程，並於當日晚上8時許返抵台北松山機場，但留下劉善忠偵辦。

## 外部連結
- 包機／遠航機師葉德勇，5年前被劫至廈門，如今來真的 （页面存档备份，存于）
- Airiners.net （页面存档备份，存于） 遭劫飛機（B-27001）照片（當時繪有台灣大聯盟塗裝）
- 远航厦门包机首航机组人员曾经被劫机到厦门 （页面存档备份，存于）